# Macaos herrlandslag i fotboll
Macaos herrlandslag i fotboll (portugisiska Selecção Macaense de Futebol) representerar den särskilda administrativa regionen Macao i fotboll. 
Macao och Hongkong har fortsatt ha egna landslag sedan 1999 respektive 1997 när man blev delar av Kina som särskilda autonoma regioner. 

## Historik
Laget började spela den 29 mars 1948, då man vann med 4-2 på hemmaplan mot Hongkong.